# Shikharbesi
Shikharbesi – gaun wikas samiti w środkowej części Nepalu w strefie Bagmati w dystrykcie Nuwakot. Według nepalskiego spisu powszechnego z 2001 roku liczył on 678 gospodarstw domowych i 3504 mieszkańców (1718 kobiet i 1786 mężczyzn).